# Ваздушни напад на Плзењ 28. октобра 1940.
Ваздушни напад на Плзењ 28. октобра 1940. године била је једна од операција британског Краљевског ратног ваздухопловства (РАФ) у јесен 1940. године, изведена на почетку Другог светског рата. Током планираног ноћног напада РАФ -ових бомбардера на западночешки град Плзењ, мета је био погон Завода Шкода који је требало да буде оштећен или уништен. Био је то други покушај бомбардовања Плзења, од укупно 11 колико их је изведено током Другог светског рата. И овај напад као и први од 21. октобра 1940. године резултовао је неуспехом, јер се бомбардовање постројења Шкода и града уопште није догодило, због проблема које су пилоти имали са проналажењем циља.

## Позадина догађаја
Плзењски погон Шкоде, као део немачког инжењерског концерна Reichswerke Hermann Göring од почетка окупације Чехословачке у Другом светском рату,.   био је веома важан за нацистичку Немачку, јер је у том историјском раздобљу био једна од највећих фабрика оружја у Европи.  Шкода је својом продукцијом помогла у вођењу агресивне и експанзионе политике Немачке, испоручујући нацистичкој Немачкој војсци квалитетан и модеран арсенал ратне опреме и наоружања.
У првој половини рата, оружје из Шкоде било је углавном чехословачке конструкције, и управо из ових разлога погони Шкода са седиштем у Плзењу постали су мета број један британских ваздушних напада на територију некадашње Чехословачке, а у време Другог светског рата Протекторат Чешка и Моравска, како би се уништавањем погона Шкода значајно смањила борбена способност немачке и евентуално тиме спречила да настави рат.

## Проблеми са навигацијом и ноћни летови
Током дневних активности изнад непријатељске територије у мају и јуну 1940. године, РАФ је забележио скоро шест процената губитака у поређењу са мање од три процента губитака у ноћним активностима. Слабо наоружани и спори британски бомбардери током дана били су лака мета немачке одбране. Ова ограничења у ваздуопловима утицала је на доношење одлуке да се ваздушни напади  изводе углавном у ноћним часовима. Тако је у јесен 1940. године дошло до јпромена у стратегији РАФ-а: ноћни препади су имали предност, а током дана извођене су само мање и специјализоване операције.
Међутим, ноћна дејства биле су компликована отежаном навигацијом до одредишта удаљених преко 1.000 км од аеродрома са којих су авиони полетали, јер није било адекватних техничких средстава за ту намену. Пилоти су 1940. године имали врло ограничене ресурсе да одреде правац лета и пронађу циљ. Ослањали су се углавном на обичан компас, мапе и израчунавање времена доласка изнад одредишта.   У ведрој ноћи могли су да се оријентишу према звездама и вероватно према видљивим елементима пејзажа испод себе, током облачности било је јако тешко или чак немогуће одредити локацију циља. Ветар је такође био један од проблема у навигацији, јер је бочни ветар мењао правац и брзину авиона, па су на ветру је летелица била пред циљем ван предвиђеног времена доласка. Имајући ово у виду Британско ваздухопловство је на путу до Плзења 1940. године било на ивици могућности летења, јер се налазило на самој ивици домета тадашњих британских летелице.

### Претходни напад
На захтев чехословачке владе у егзилу у Лондону , РАФ је извео први ваздушни напад на Плзењ у Другом светском рату у ноћи 20. на 21. октобар 1940 године. Једанаест авиона из састав 58. ескадриле 4. бомбардерске групе полетело је са РАФ-оовог аеродрома у близини Јорка. Два бомбардера Армстронг Вхитвортх Вхитлеи Мк.Вморали су се убрзо вратила због квара а преосталих 9 авиона одлетело је у циљно подручје. Међутим, изнад Плзења у моменту налаета авиона било је јаких облака, који нису дозвољавали визуелно већ само слепо бомбардовање. Неке посаде бациле су барем неколико свежања летке а авиони су потом кренули нзада за Енглеску. Успут су бомбардирали алтернативне циљеве у Немачкој. Због знатне удаљености Плђења, који је био на граници домета летелица, три летелице су имале проблема се надостатком горива. Две су хитно слетеле на британску обалу, а трећу је оборио немачки ноћни ловац. Ваздушни напад је општи фијаско, јер су авиони одлетели на погрешно место, и уместо бомби на Шкоду бацали су само летке на села у регији Бероун, а по повратку са задатка РАФ је имао три уништена авиона и губитак неколико пилота и чланова посаде.

## Припреме
Неуспех првог напада на Плзењ није одвратио британске ваздухопловне снаге. Већ 25. октобра, Оперативном наредбом бр. 192 наређено је 51. бомбарској ескадрили да изврши још један препад на фабрику оружја у Плзењу. Матична база 51. ескадриле био је аеродром Дисхфорт , смештен седам километара источно од Рипона у Јоркширу на северу Енглеске.  
За овај задатак одобрено је осам бомбардера који су током дана били наоружани са пар бомби од 500 килограма , пет бомби од 250 килограма и контејнером малих запаљивих бомби, са већим бомбама са закашњењем и три мање бомбе темпиране са различито одложеном експлозијом након удара.  Поподне 25. октобра наоружана ескадрила се преселила на аеродром Свантон Морлеј , 220 км северозападно од Норвитца у Норфолку , од којег је Плзењ удаљен 922 км. Међутим, у 15.30  часова налет на Плзењ је одложен, прво за 26. октобар, а затим за 27. октобар.   
Уместо овог задатка оперативна наређења 194 и 195 уместо за Плзењ авиони  51. ескадриле супослтаи да нападне рафинерије у Магдебургу и Реисхолзу . 

## Ваздушни напад
У ноћи недеља 27. на понедељак 28. октобра 1940. године, укупно 82 летелице полетело је да бомбардују многе циљеве у Немачкој и окупираним земљама. Из састав 51. бомбардерске ескадрила послати  су према  Плзењу авиони типа Армстронг Витворт Вајтли (енгл. Armstrong Whitworth Whitley, A.W.38 Whitley) .   
Ескадрила састављена од осам авиона полетела је са  аеродрома Свантон Морлеј  између 20:00 и 20:20 часова.  Сваки бомбардер носио је по две бомбе тешке 500 килограма, пет тешких од 250 килограма и контејнер запаљивих бомби. 
Иако су авиони прешли територију првобитне Чехословачке, посаде су поново имале проблема са проналаском Плзења, јер су наишле на густе облаке који су онемогућавали силазак на мању висину да би идентификовали циљ.  Једино је посада авиона  Армстронг Витворт Вајтли „П4218“ једина успела да након бацања бомби изазове пожар. Међутим, извештај не помиње густе облаке на које су наилазиле друге посаде, па је вероватно да је посада случајно бомбардовала другу, још непознату мету,  вероватно у Немачкој. Ниједан од осам авиона није прелето Плзењ тако да  ни фабрика Шкода уопште није бомбардована. 
| Област       | Протекторат Чешке и Моравске |
| Место        | Плзењ                        |
| Тип догађаја | бомбардовање                 |
| Датум        | 28. октобар 1940.            |
| Време        |                              |
| Резултат     | 0                            |

### Резервни циљеви
У повретку, након неизвршеног задатка, посаде бомбардера бомбардовале су алтернативне циљеве у Немачкој и на њеним окупираним територијама.  
- Посада авиона П 5108,  бомбардовала је у 2.30 тешко одбрањено ранжирно двориште железничке станице у Хаму у области Рур, при чему је посада видела директне поготке са накнадним експлозијама и ватром.[7]
- У 2:45 часова посада авиона Т 4175   бацила  је део својих бомби на аеродром Дуисбург  са висине од скоро 3,5 км.  Након удара бомби, угасила су светла на аеродрому, тако да пилот  успео поново да пронађе аеродром за други напад и полетео је назад са преосталим бомбама.[7]
- Посада авиона Н 1481, покушала је да бомбардује аеродром  Гелзенкирхен у 3:25 часова упркос рефлекторима и дејству тешке противаздухопловне артиљерије.[7]
- Посада авиона П 5112 бацила је бомбе на луку  у 3:55 часова.[7]
- У 4:25 часова посада авиона П 4972 бомбардовала је белгијску луку Остенде.
- Посада авиона П 5013 бацила је бомбе у 4:35 часа на холандски аеродром Шипхол у близини Амстердама.[7]
- Посада авиона П 5106, једина није могла да пронађе погодну мету за бацање бомби; и авион се вратио у Енглески са свим бомбама.[7]

## Процена и одговор у штампи
Иако су се, у поређењу са првим препадом, све летелице без проблема вратиле у базу, због неуспеха навигације до циља и бомбардовања само заменских циљева, напад је означен као потпуно неуспешан.   
Међутим, исход напада није спречио тадашњу штампу да вест обради као пропаганду: напад није извео један авион, већ су бомбардовањем британских авиона све бомбе пронашле свој циљ, изазвале многе брзо ширећих пожаре и изазивале експлозије.

## Периодика
- Lidová demokracie Nová Doba Svobodný směr Pochodeň Rokycanský deník

## Архивска грађа
- Archiv města Plzně, Veřejný poţární útvar Plzeň: 3105. Obchodní akademie Plzeň: 273. Sbírka Honzík: 393.
- Ústřední archiv společnosti plzeňský Prazdroj Měšťanský plzeňský pivovar: 37.Plzeňský pivovar: 41.